# Vincent Mancini-Corleone
Vincent Santino Mancini-Corleone est un personnage de fiction de la série de romans Le Parrain, interprété par Andy Garcia dans Le Parrain 3. C’est un amalgame de cinq hommes de la famille Corleone : il a la ruse de Vito, la détermination impitoyable de Michael, la sensibilité de Fredo, le tempérament fougueux de Sonny et l'absolue loyauté de Tom Hagen.

## Biographie fictionnelle
Il est né en 1948. Fils de Sonny Corleone et de Lucy Mancini, il est donc le neveu de Michael Corleone. Étant issu d'une union illégitime, jeune, il n'est pas intégré à la famille Corleone. Plus tard, son oncle lui offre un travail légitime mais Vincent décline l'offre préférant travailler pour Joey Zasa.
Vincent apparait la première fois lors de la réception en l'honneur de Michael, où il s'introduit avec sa mère même si ni l'un ni l'autre n'y ont été invités. Il est reçu ensuite dans le bureau de Michael avec Joey Zasa avec lequel il a un différend et à qui il finit par mordre l'oreille après que ce dernier l'a traité de « bastardo ».
Peu après cet événement, Vincent se fait attaquer chez lui par deux hommes de main de Zasa qui ont pris sa copine en otage, mais il n'hésite pas à les exécuter après qu'ils ont dénoncé leur commanditaire.
Michael l'embauche finalement "pour qu'il apprenne le métier" et l'emmène avec lui à une réunion avec ses associés à qui il distribue des enveloppes en guise de fin d'association. Lors de cette soirée, seul Joey Zasa ne reçoit pas d'enveloppe; il quitte alors la réunion en colère. Quelques minutes plus tard, l'immeuble est attaqué par un hélicoptère, Vincent sauve Michael, et tout le monde se rend compte que l'attentat est l'œuvre de Zasa.
Vincent se charge personnellement de son élimination lors d'une fête de rue en plein Brooklyn pendant que Michael est à l'hôpital. Cet assassinat déclenche la colère du Parrain, mais Vincent est couvert par Connie.
Par la suite, Vincent commence une relation avec Marie, la fille de Michael, ce que ce dernier désapprouve.
Lors du voyage en Sicile, Vincent utilise sa relation avec Marie pour s'infiltrer chez les ennemis des Corleone et découvre que c'est Don Luchesi qui tire les ficelles.
Michael lui donne le pouvoir sur la famille à condition de renoncer à sa relation avec sa fille, ajoutant « À compter d'aujourd'hui, tu t'appelleras Vincent Corleone ».
Lors de la représentation de l'opéra, Vincent fait assassiner tous les ennemis de la famille en même temps, comme son oncle vingt ans auparavant. Mais à la fin du spectacle, Marie est assassinée sur les marches du Grand Théâtre de Palerme.

## Famille
- Sonny Corleone — père
- Lucy Mancini — mère
- Francesca Corleone — demi-sœur paternelle
- Kathryn Corleone — demi-sœur paternelle
- Frank Corleone — demi-frère paternel
- Santino Corleone, Jr. — demi-frère paternel
- Vito Corleone — grand-père paternel
- Carmela Corleone — grand-mère paternelle
- Tom Hagen — oncle paternel d'adoption
- Fredo Corleone — oncle paternel
- Michael Corleone — oncle paternel
- Constanzia « Connie » Corleone — tante paternelle
- Anthony Corleone — cousin paternel
- Mary Corleone — cousine paternelle/amoureuse
- Victor Rizzi — cousin paternel
- Michael Rizzi — cousin paternel